# Vaippar
Le Vaippar (en tamoul : வைப்பாறு ou Vaippār) est un fleuve indien de l'état du Tamil Nadu, et a son embouchure dans le golfe de Mannar, sur l'Océan Indien. 

## Géographie
Il prend sa source dans les collines de Varushanadu qui bordent l'état du Kerala, puis s’étend de Sivagiri (district de Thirunelveli) et traverse les districts de Virudhunagar et de Tuticorin avant d’entrer dans le golfe de Mannar, près de Sippikulam, à 40 km.
Le Vaippar mesure 130 km de long. La rivière Arjuna River (en) rejoint la rivière Vaippar à Irrukkankudi. La rivière Vaippar possède un réservoir au barrage de Vembakottai.

### Bassin versant
Son bassin versant est de 5 288 km2 de superficie. Le bassin du fleuve Vaippar est situé au sud du fleuve Vaigai.

## Affluents
- Arjuna (rivière), confluence à Irrukkankudi.
- Uppar River (rd)
- Karuva river (rd)

## Hydrologie
Son régime hydrologique est dit pluvial tropical à moussons.

## Aménagements et écologie
La rivière Vaippar est utilisée pour l'agriculture sur toute sa longueur et sert principalement à faire du sel dans le district de Tuticorin.
La rivière Vaippar compte de nombreux barrages, notamment les barrages Vembakottai, Irrukkankudi, etc…. La rivière traverse les villes suivantes : Vembakottai (district de Virudhunagar), Sattur (district de Virudhunagar), Villathikulam (district de Tuticorin).

## Célébration
Pendant le festival de Pongal, les gens célèbrent un événement appelé Manal medu thiruvila (மணல் மேடுத் திருவிழா) à Sattur, près de du fleuve Vaippar.